# Urker volkslied
Het Urker volkslied is het volkslied van Urk. Dit volkslied wordt voornamelijk gezongen tijdens de jaarlijkse aubade op Koningsdag en overige officiële gelegenheden.
Het volkslied is in 1939 geschreven door Tromp de Vries, destijds onderwijzer op Urk. Hij schreef het naar aanleiding van de inpoldering van een deel van de Zuiderzee waardoor Urk eiland-af was geworden. De wijze van het volkslied is dat van een oud Russisch volksliedje, namelijk De ballade van Stenka Razin.
De Vries schreef het niet met de bedoeling hiervan het Urker volkslied van te maken. Die status heeft het lied in de loop der jaren geleidelijk aan gekregen.
In de jaren '90 werd het lied vertaald in het Urkers door de Urker groep Leuster. Het betrof een letterlijke vertaling, waarbij nauwelijks werd gelet op bijvoorbeeld rijm en ritme. Desondanks wordt de Urker vertaling tegenwoordig regelmatig gezongen.

## Tekst
| Nederlands | Urkers |
| --- | --- |
| I Waar al meer dan duizend jaren In de zee een heuvel stond Rustig in de woeste baren Daar is mijn geboortegrond II Opgewekt is er het leven. De bewoners zo gastvrij, Warm van hart en gul in 't geven, Vlijtig in de visserij. III Maar nu ligt het tussen dijken, 't IJsselmeer aan d' ene kant, En daar waar de zee moest wijken, 't Wijd en vruchtbaar polderland. IV Oude zeden zijn verdwenen, Klederdracht raakt in verval, Maar het geldt nog als voorhenen, Urk dat is een soetendal, Wie er is die blijft er al. | I Waor al maar dan duzed jaoren, In de zie een uvel stot, Rustig in de woeste baoren, Daor is meen gebeurtegroend. II Opgewekt is ur ut leven, De bewoeners zo gastvrij, Warm van arte in gul in 't gieven, Neuver in de visserije. III Maar nou legt ut tussen dikken, 't IJsselmeer an d' iene kaant, In daor waor de zie mos wikken, 't Wijd in vruchtbaor polderlaand. IV Ouwe zieden binnen verdwienen, Kliederdracht raakt in verval, Maar ut geldt nog as vor-ienen, Urk dat is een suutendal, Wie er is die blift er al. |